# Oust (Geruchsneutralisierer)
Oust ist ein Geruchsneutralisierer des US-amerikanischen Familienunternehmens SC Johnson. Es konkurriert hauptsächlich mit Febreze, einem weiteren Geruchsneutralisierer der Firma Procter & Gamble. 
Triethylenglykol bzw. 2,2'-(Ethylendioxy)diethanol ist der Hauptwirkstoff in Oust. Febreze arbeitet stattdessen mit Cyclodextrinen. 

## Zusammensetzung
Oust verwendet Triethylenglykol (systematischer Name 2,2'-(Ethylendioxy)diethanol) als Hauptwirkstoff. 
Über die exakte Zusammensetzung sind kaum verlässliche Quellen vorhanden. Die sicherste Quelle der Zusammensetzung von Oust ist auf einer firmeneigenen Homepage von SC-Johnson einzusehen. Oust tötet, zumindest nach Angaben des Herstellers, neben Gerüchen auch die geruchsverursachenden Bakterien ab. Diese Aussage ist aber zweifelhaft, da das herkömmliche Oust laut dem deutschen Chemiegesetz für Biozidprodukte kein eingetragenes Biozid ist. 
Anfang 2008 führte der Hersteller Oust 3in1 im deutschen Markt ein, dieses enthält zusätzlich zu den oben genannten Wirkstoffen auch Benzalkoniumsaccharinat. Dieses Nachfolgeprodukt wird als Desinfektionsmittel für Oberflächen und Textilien und Geruchsneutralisierer für die Luft vermarktet. Oust 3in1 ist ein zugelassenes Biozid und eingetragen in der BAuA-Biozidliste laut dem deutschen Chemikaliengesetz.

## Sonstiges
Oust wurde erst im Nachzug zu seinem Konkurrenten Febreze von der Firma SC Johnson auf den Markt gebracht.  Febreze wird in einer Sprühflasche mit Griff angeboten. Beim Anwenden des Griffes wird der Geruchsneutralisierer eine schmale Leitung hoch gepumpt und durch den Druck auf einem durch einen Spezialaufsatz in winzige Tropfen zerstäubt. Bei einer Oust-Sprühflasche handelt es sich dagegen um eine Aerosolflasche, die unter Druck steht. Bei der Betätigung eines Knopfes sprüht der Inhalt mit hohem Druck aus der metallenen Aerosolflasche. 
Oust wirbt international damit, dass es der einzige Geruchsneutralisierer sei, der Gerüche nicht nur überdecke, sondern direkt neutralisiere.